# Trehörnings masugn
Trehörnings masugn este o arie protejată (arie specială de conservare — SAC, sit de importanță comunitară — SCI) din Suedia întinsă pe o suprafață de 0,57 ha, integral pe uscat.

## Localizare
Centrul sitului Trehörnings masugn este situat la coordonatele 58°50′51″N 15°09′26″E / 58.8475°N 15.1572°E.

## Înființare
Situl Trehörnings masugn a fost declarat sit de importanță comunitară în mai 2001 pentru a proteja 1 specie de plante. Situl a fost protejat și ca arie specială de conservare în martie 2011.

## Biodiversitate
Situată în ecoregiunea boreală, aria protejată nu include niciun habitat protejat.
La baza desemnării sitului se află o specie protejată de  plante: Saxifraga osloensis.